# Méthode LUX de Conway pour les carrés magiques
La méthode LUX de Conway pour les carrés magiques est, en mathématiques, un algorithme inventé par John Horton Conway pour créer des carrés magiques d'ordre {\displaystyle 4n+2}, où {\displaystyle n\in \mathbb {N} ^{\star }}.

## Méthode
On commence par créer un tableau de {\displaystyle 2n+1} cases de côté, en le remplissant comme suit, de haut en bas :
- {\displaystyle n+1} lignes de L.
- {\displaystyle 1} ligne de U.
- {\displaystyle n-1} ligne(s) de X.

Puis, on échange le U au milieu de sa ligne avec le L qui le surplombe.
Chaque lettre représentera, dans le carré magique final d'ordre {\displaystyle 4n+2}, un bloc carré de 4 cases.
On construit ensuite le tableau final, puis on le parcourt en suivant les cases du tableau « LUX » selon la méthode dite de Siam, permettant de créer de carrés magiques d'ordre impair (or, {\displaystyle 2n+1} est impair) :
- On commence par le milieu de la 1re ligne. Puis, à chaque itération, en revenant par le bas ou la gauche du carré quand les bords haut ou droit sont dépassés :
- Si la case juste en haut à droite est libre, on s'y déplace.
- Sinon, on se déplace dans la case juste au-dessous de la case actuelle.

On effectue donc ces déplacements sur le tableau « LUX ». À chaque arrivée dans une case de celui-ci, on se reporte ensuite au carré magique final, en repérant les 4 cases correspondant à la case unique de « LUX ». On remplit ensuite ces 4 cases avec les entiers croissants, suivant directement les 4 entiers placés dans le bloc de 4 cases précédent. À noter que le tout premier nombre placé dans le carré magique est 1. L'ordre croissant des 4 entiers remplissant un bloc de 4 cases est déterminé par la lettre présente dans « LUX », en relation avec les schémas de construction suivants :
{\displaystyle \mathrm {L} :\quad {\begin{smallmatrix}4&&1\\&\swarrow &\\2&\rightarrow &3\end{smallmatrix}}\qquad \mathrm {U} :\quad {\begin{smallmatrix}1&&4\\\downarrow &&\uparrow \\2&\rightarrow &3\end{smallmatrix}}\qquad \mathrm {X} :\quad {\begin{smallmatrix}1&&4\\&\searrow \!\!\!\!\!\!\nearrow &\\3&&2\end{smallmatrix}}}

## Exemple
Prenons par exemple {\displaystyle n=2}. Le tableau « LUX » est de côté 5 :
| L | L | L | L | L |
| L | L | L | L | L |
| L | L | U | L | L |
| U | U | L | U | U |
| X | X | X | X | X |
On peut ainsi construire un carré magique d'ordre 10 :
| 68 | 65 | 96 | 93 | 4  | 1   | 32 | 29 | 60 | 57 |
| 66 | 67 | 94 | 95 | 2  | 3   | 30 | 31 | 58 | 59 |
| 92 | 89 | 20 | 17 | 28 | 25  | 56 | 53 | 64 | 61 |
| 90 | 91 | 18 | 19 | 26 | 27  | 54 | 55 | 62 | 63 |
| 16 | 13 | 24 | 21 | 49 | 52  | 80 | 77 | 88 | 85 |
| 14 | 15 | 22 | 23 | 50 | 51  | 78 | 79 | 86 | 87 |
| 37 | 40 | 45 | 48 | 76 | 73  | 81 | 84 | 9  | 12 |
| 38 | 39 | 46 | 47 | 74 | 75  | 82 | 83 | 10 | 11 |
| 41 | 44 | 69 | 72 | 97 | 100 | 5  | 8  | 33 | 36 |
| 43 | 42 | 71 | 70 | 99 | 98  | 7  | 6  | 35 | 34 |

## Sources
- (en) Eric W. Weisstein, « Magic Square », sur MathWorld.
- (en) Martin Erickson, Aha! Solutions, Mathematical Association of America, coll. « Spectrum », 2009, 220 p. (ISBN 978-0-88385-829-5), p. 98-99 [lire en ligne].